# Esteban Benzecry
Esteban Benzecry (* 13. April 1970 in Lissabon, Portugal) ist ein argentinischer Komponist portugiesischer Herkunft.

## Leben und Wirken
Benzecry studierte bis 1992 an der Kunsthochschule Prilidiano Pueyrredon in Buenos Aires. Er war dann Kompositionsschüler von Sergio Hualpa und Haydee Gerardi. Ab 1997 studierte er am Conservatoire de Paris Komposition bei Jacques Charpentier. Außerdem nahm er Kompositionsunterricht bei Paul Méfano und studierte elektroakustische Musik bei Luis Naón und Laurent Cuniot. Das Studium am Conservatoire schloss er 1999 mit dem Premier Prix à l'unanimité ab.
1995 war Benzencry Resident Composer an der Schweizer Yehudi-Menuhin-Akademie, von 2002 bis 2005 an der Casa de Velazquez in Madrid. 2008 erhielt er ein Kompositionsstipendium der John Simon Guggenheim Memorial Foundation.
Seine Erste Sinfonie und La Lumiere de Pacha Camac wurden 1994 bzw. 1996 vom argentinischen Kritikerverband als beste argentinische Kompositionen des Jahres ausgezeichnet. Die Académie des Beaux-Arts zeichnete Benzencry 1999 mit dem Prix de la Foundation Delmas, 2002 mit dem Prix Tronchet und 2006 mit dem Prix Georges Wildenstein aus.

## Werke
- Capricho „Sermoneta“ für Violine solo
- Quatre pièces petites, pour basson seul
- Viento Norte pour flûte seul
- Pièce pour clarinette seul
- Introduccion y Capricho für Violine solo, 1991
- Toccata y Misterio für Cello und Klavier, 1991
- Concertino para violonchelo y orquesta de cuerdas, 1992
- Adagio Fantastico für Violine, Viola und Streichorchester, 1993
- Paisaje nocturne für Violine und Streichorchester, 1994
- Sinfonietta Americana, 1995
- Poema Triunfal für Bläserensemble, 1996
- Tres microclimas para piano, 1996
- Symphony No. 1 „El compendio de la vida“, 1997
- Obertura Tanguera (Hommage a Astor Piazzolla), 1997
- Symphony n°2, 1998
- Rapsodie pour Clarinette et piano, 1998
- Symphony n°3 - „Preludio a un nuevo milenio“, 1999
- Scherzo Latino-américaine, 1999
- Présage de l'Aube, 2000
- Mosaïque Sudaméricaine, 2000
- Inti für Flöte und Klavier, 2000
- Inti Raymi (La Fiesta del Sol de los Incas), 2001
- "La lumière de Pacha Caman" Concerto pour violoncelle et ensemble de violoncelles, 2001
- Rituales de la cruz del sur für sechs Perkussionisten, 2001
- Trio pour piano, violon et violoncelle, 2001
- Colores de la cruz del sur, 2002
- Patagonia, 2002
- Rapsodia Andina für Cello und Klavier, 2002
- Paysages Précolombiens
- Toccata et Harawi für mechanisches Klavier, 2002
- Tres Mitos Andinos für zehn Instrumente, 2004
- Concerto for violin and Orchestra, 2004-08
- La sombra del Toro Rojo für elf Instrumente, 2005
- Suite „Prisme du Sud“ für Cello solo, 2005
- Toccata Newén für Klavier, 2005
- Como una luz desde el infinito (Homenaje a Arriaga) für sieben Instrumente, 2006
- Huenu Leufu (Rio del Cielo) für acht Instrumente, 2006
- Pillan Quitral - El Fuego Sagrado für fünfzehn Instrumente, 2006
- Alwa für Harfe, 2007
- Quintette à cordes - Hommage a Wolfgang Amadeus Mozart, 2007
- "Rituales Amerindios", Tríptico Precolombino para Orquesta, 2008
- Fantasia Mastay, 2009
- Horizontes inexplorados für Harfe, 2010
- Clarinet concerto, 2010
- Madre Tierra (Mother Earth) - Diptych for Orchestra, 2013
- Concerto for Cello and Orchestra, 2015